# Шаровська сільська рада
Ша́ровська сільська рада (рос. Шаровский сельский совет) — муніципальне утворення у складі Белебеївського району Башкортостану, Росія. Адміністративний центр — присілок Шаровка.

## Населення
Населення — 825 осіб (2019, 971 в 2010, 901 в 2002).

## Склад
До складу поселення входять такі населені пункти:
| Населений пункт          | Населення, осіб (2002) | Населення, осіб (2010) |
| ------------------------ | ---------------------- | ---------------------- |
| Булановка, присілок      | 261                    | 409                    |
| Станції Глуховська, село | 138                    | 93                     |
| Чубукаран, присілок      | 161                    | 104                    |
| Шаровка, присілок        | 340                    | 365                    |